# François Cevert
François Cevert (n. 25 februarie 1944, Paris, Franța – d. 6 octombrie 1973, Watkins Glen, SUA) a fost un pilot francez de Formula 1 care a evoluat în Campionatul Mondial între anii 1970 și 1973.